# Eusebio Guiñazú
Eusebio Guiñazú (Ciudad de Mendoza, 15 de enero de 1982) es un exjugador argentino de rugby que se desempeñaba como pilar o hooker.

## Selección nacional
Debutó en los Pumas ante Paraguay en Montevideo el 27 de abril de 2003 con 21 años.

### Participaciones en Copas del Mundo
Disputó el Mundial de Francia 2007 donde Argentina alcanzó el tercer puesto.
| Mundial                       | Sede    | Resultado     | PJ | Tries |
| ----------------------------- | ------- | ------------- | -- | ----- |
| Copa Mundial de Rugby de 2007 | Francia | Tercer puesto | 1  | 0     |